# Itucale-Sabela jezici
Itucale-Sabela jezici, naziv za skupinu indijanskih jezika kod Josepha A. Greenberga (1987) u koju on klasificira porodice sabela, mayna i itucale, svaka s jednim istoimenim jezikom. Ovu skupinu jezika zajedno s quechua, južnoandskim, sjevernoandskim, ajmarskim i kahuapana-zaparo klasificira unutar velike porodice andskih jezika.